# Козловський Олексій Олександрович
Олексі́й Олекса́ндрович Козло́вський (17 березня 1892, село Ісаківці Кам'янецького повіту Подільської губернії, нині Кам'янець-Подільського району Хмельницької області — † 31 жовтня 1971, Нью-Гейвен, штат Коннектикут, США) — український військовий, науковий і громадський діяч, редактор, мемуарист. Майор Армії УНР.

## Життєпис
Народився в сім'ї Олександра Григоровича та Галини Миколаївни Козловських. Закінчивши три класи народної школи, продовжив здобувати освіту в Кам'янці-Подільському: спочатку чотири роки навчався в духовному училищі, далі — шість років у Подільській духовній семінарії, яку закінчив 1912 року. Записався на правничий факультет Томського університету (1912), проте не закінчив його. 

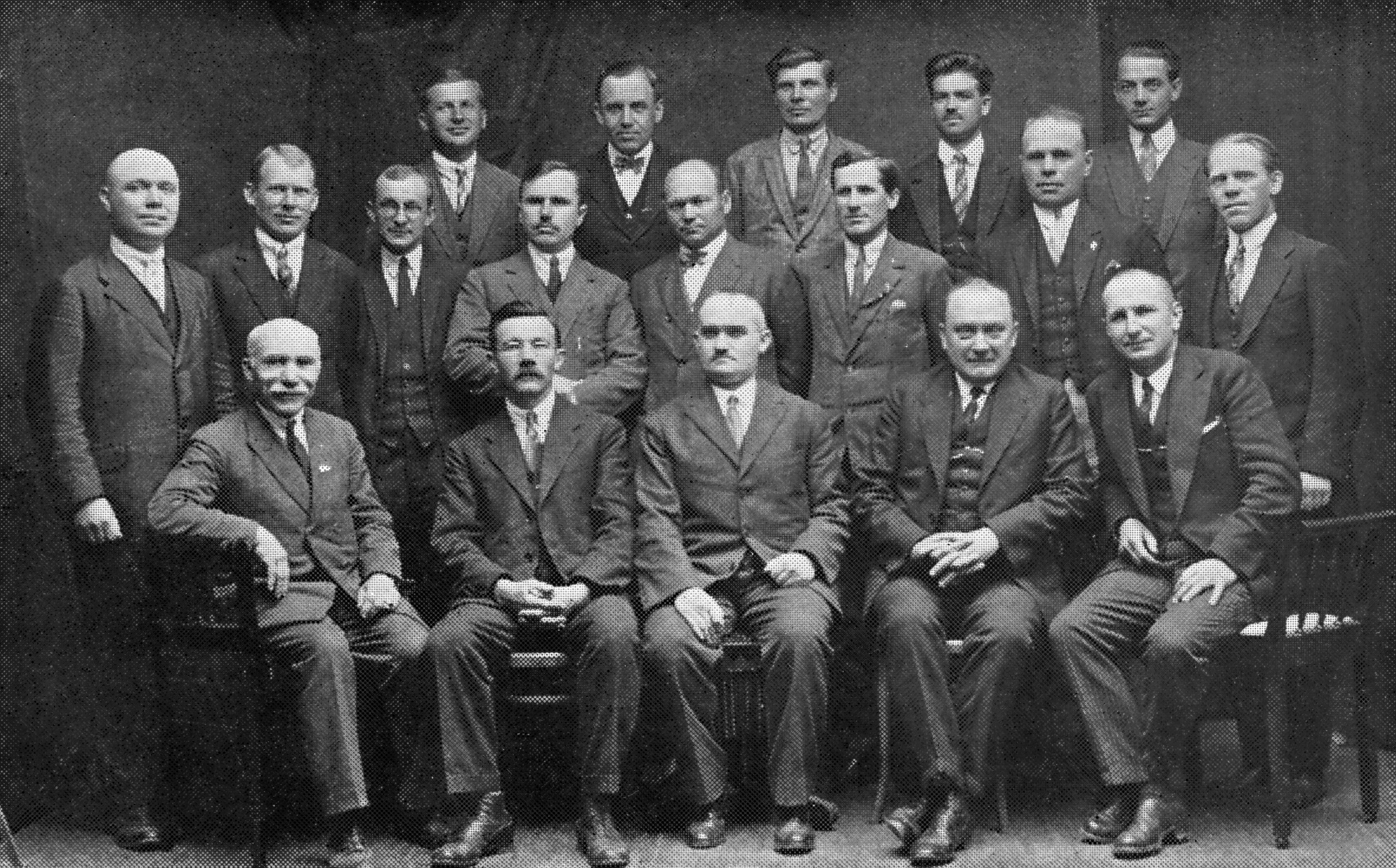
Члени Конференції УСДРП в Подєбрадах 1928 р. Олексій Козловський стоїть у другім ряді ззаду, перший зліва.

До 1914 року працював на різних канцелярських посадах і кореспондентом, один рік учителював в Ольгопільському повіті. 1915 року вступив на правничий факультет університету Святого Володимира в Києві. Від 1916 року — в російському війську, закінчив старшинську військову школу в Ташкенті. 1918 року повернувся до навчання в Київському університеті.
В українському війську з листопада 1918 року до листопада 1921 року. Командир 10-ї сотні 9-го стрілецького полку 3-ї стрілецької дивізії, голова Української полкової ради сотні 9-го стрілецького полку 3-ї стрілецької дивізії російської армії, старшина 1-ї пішої сотні партизанського загону ім. Яна Кармелюка (початок 1918), прокурор Надзвичайного суду 2-ї кулеметної бригади 1-ї Кулеметної дивізії Армії УНР (1920), редактор-видавець її центрального органу «Соціал-Демократ» (у Подєбрадах).
Навчався на правничому факультеті Карлового університету (Прага, ЧСР). Вільний слухач економічно-кооперативного відділу, діловод канцелярії та завідувач господарства (від 20 серпня 1930 року) УГА (Подєбради, ЧСР). Член закордонної організації УСДРП.
У 1952 р. прибув до США: спочатку до Нью-Йорка, потім до Нью-Гейвена. Секретар Українського технічно-господарського інституту (до 1951), член управи відділу УККА (Українського конгресового комітету Америки), голова станиці ОБВУА (Об'єднання бувших вояків-українців Америки) в Нью-Гейвені (Коннектикут).
У 1962 р. був удостоєний звання почесного доктора. Організував православну парафію в Нью-Гейвені, був дяком. Автор спогадів „Спогади про УГА-УТГІ”.
Помер 30 жовтня 1971 р. у Нью-Гейвені, похований на цвинтарі св. Андрія в Саут-Баунд-Бруку. 